# Windows Shell
O Windows shell é a interface gráfica do usuário para o sistema operacional Microsoft Windows. Seus elementos facilmente identificáveis consistem na Área de trabalho, na Barra de tarefas, no Menu Iniciar, no Alternador de tarefas e no recurso de Reprodução automática. Em algumas versões do Windows, ele também inclui Flip 3D e o charms (windows 8).
No Windows 10, a interface do Windows Shell Experience Host direciona visuais como o Menu Iniciar, Centro de Ação, Barra de Tarefas e Visão de Tarefas/Linha do Tempo. No entanto, o windows shell também implementa um namespace shell que permite que programas do computador em execução no Windows acessem os recursos do computador através da hierarquia de objetos shell. "Desktop" é o principal objeto da hierarquia, abaixo dele há uma série de arquivos e pastas armazenadas no disco, bem como uma série de pastas especiais cujo conteúdo é virtual ou criado dinamicamente. Lixeira, Bibliotecas, Painel de Controle, Este computador e Rede são exemplos desses objetos shell.
O windows shell, como é conhecido hoje, é uma evolução do que começou com o Windows 95, lançado em 1995. Ele é intimamente identificado com o File Explorer (explorador de arquivos), um componente do Windows que pode navegar por todo o namespace do shell.

## Recursos

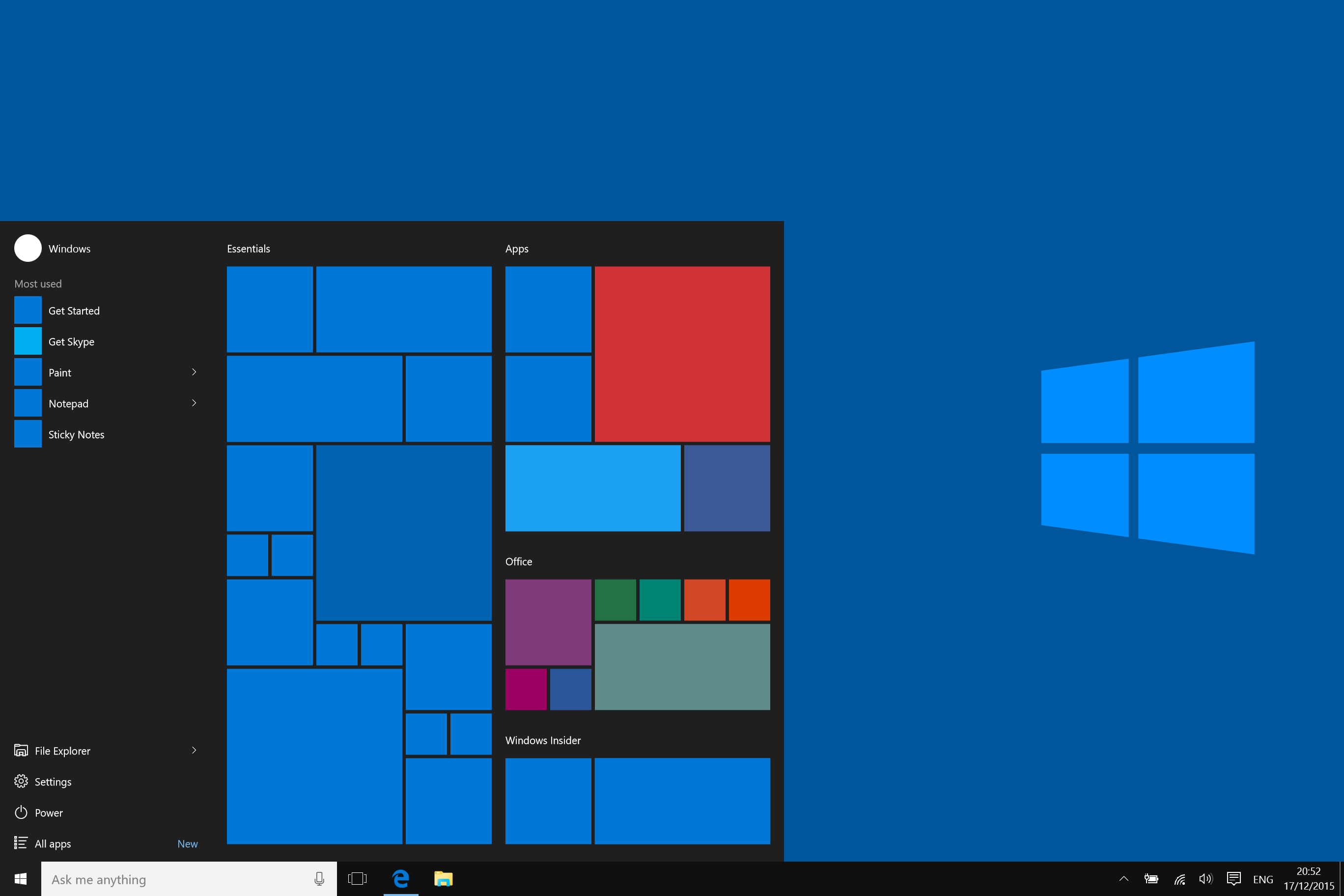
windows 10 interface

### Área de trabalho
A área de trabalho (desktop) é uma janela de tela cheia renderizada atrás de todas as outras janelas. Ela hospeda o papel de parede do usuário e um arranjo de ícones do computador representando:
- Arquivos e pastas: Usuários e software podem armazenar arquivos e pastas de computador na área de trabalho do Windows. Naturalmente, em uma versão recém-instalada do Windows, tais itens não existem. Os instaladores de software geralmente colocam arquivos conhecidos como atalhos na área de trabalho, permitindo que os usuários iniciem o software instalado. Os usuários podem armazenar documentos pessoais na área de trabalho.
- Pastas especiais: Além de arquivos e pastas comuns, pastas especiais (também conhecidas como "pastas de shell") podem aparecer na área de trabalho. Ao contrário das pastas comuns, as pastas especiais não apontam para um local absoluto em um disco rígido. Em vez disso, eles podem abrir uma pasta cuja localização difere de computador para computador (por exemplo, Meus documentos), uma pasta virtual cujo conteúdo é um agregado de várias pastas no disco (por exemplo, Lixeira ou Bibliotecas) ou uma pasta/janela cujo conteúdo não são arquivos, mas sim elementos de interface de usuário renderizados como ícones de conveniência (por exemplo, Rede). Eles podem até abrir janelas que não se assemelham a uma pasta (por exemplo, Painel de Controle).

O Windows Vista e o Windows 7 (e as versões correspondentes do Windows Server) permitiram que o Windows Desktop Gadget aparecessem na área de trabalho.

### Barra de tarefas
A barra de tarefas do Windows é um elemento semelhante à barra de ferramentas que, por padrão, aparece como uma barra horizontal na parte inferior da área de trabalho. Pode ser realocado para as bordas superior, esquerda ou direita da tela. A partir do Windows 98, seu tamanho pode ser alterado. A barra de tarefas pode ser configurada para ficar por dentro de todos os aplicativos ou para colapsar e esconder quando não for usada. Dependendo da versão do sistema operacional instalada, os seguintes elementos podem aparecer na barra de tarefas, respectivamente, da esquerda para a direita:

Menu inciar windows 10

- Botão Iniciar: Fornece acesso ao menu Iniciar. Removido no Windows 8 (mas pode ser adicionado usando software de terceiros), em favor do menu Iniciar (charm) , voltou ser reintegrado no Windows 8.1 novamente, retratado como um logotipo do Windows.
- Menu Links Rápidos: Adicionado no Windows 8 e Windows Server 2012. Invocado clicando com o botão 'Iniciar', ou pressionando Windows Key+X. Concede acesso a vários recursos usados com freqüência do Windows, como acesso à área de trabalho, configurações, processador de comando do Windows,Windows Power Shell e File Explorer.
- Lista de janelas abertas: Ao longo do comprimento da barra de tarefas, as janelas abertas são representadas por seus ícones de programa correspondentes. E uma vez presos, eles permanecerão mesmo depois de suas respectivas janelas serem fechadas. Até o Windows 7, o sistema operacional exibia janelas ativas como botões deprimidos nesta lista. A partir do Windows 7, o ícone para cada janela aberta é emoldurado por uma caixa translúcida, e várias janelas abertas para o mesmo programa podem ser acessadas clicando no ícone do programa. Quando o ícone da janela aberta é pairado sobre o mouse, uma visualização da janela aberta é mostrada acima do ícone. No entanto, a barra de tarefas pode ser alterada para funcionar mais do que com as versões mais antigas do Windows. A partir do Windows 7, os ícones do windows aberto podem ser configurados apenas para mostrar o ícone do programa, conhecido como "combinar botões de barra de tarefas", ou dar o nome do programa ao lado do ícone do programa.
- Atalhos: Uma atualização para o Windows 95 e o Windows NT 4 adicionou uma Barra de Lançamento Rápida que pode conter atalhos de arquivo, programa e ação, incluindo por padrão o comando "mostrar desktop". O Windows 7 fundiu essa área na lista de janelas abertas adicionando recursos de "fixação" e "jump list".
- Deskbands: Toolbars (barra de ferramentas) fornecidas pelo Windows ou outros programas para facilitar o acesso às funções desse programa.
- Área de notificação: Permite que os programas exibam ícones representando seu status, bem como notificações pop-up associadas a esses ícones. Por padrão, o controle de volume do Windows, o status da rede, a central de ações, data e hora são exibidos nesta área.
- Botão "Mostrar área de trabalho": Permite que os usuários acessem seus desktops. Ele é movido do lado esquerdo da Barra de Tarefas como um atalho de lançamento rápido para o lado direito como seu próprio botão de hover dedicado no Windows 7. Inicialmente não visível no Windows 8. Uma vez que o cursor do mouse é pairado por um segundo, torna todas as janelas transparentes, desde que o ponteiro permaneça sobre o botão, mostrando assim a área de trabalho sem mudar para ele: este recurso que requer Aero. Clicar no botão descarta todas as janelas abertas e transfere o foco para a área de trabalho. Clicar nele novamente antes de selecionar qualquer outra janela reverte a ação. Este recurso também está disponível no Windows 8, 8.1 e 10.
- Visão de tarefas: Uma função no Windows 10 que permite ao usuário visualizar e gerenciar janelas abertas e desktops virtuais. A versão 1803 inclui a Linha do Tempo, adicionando a capacidade de visualizar e abrir aplicativos usados anteriormente durante um determinado período de tempo. A exibição de tarefas pode ser acessada pressionando o botão 'Visão de tarefas' na barra de tarefas ou pressionando a tecla do Windows+Tab no teclado.
- Cortana e Pesquisa: O usuário pode utilizar a Virtual Assistant da Microsoft, Cortana, que permite pesquisas na internet, pesquisas por aplicativos e recursos no PC e pesquisas por arquivos e documentos. Cortana pode ser acessado clicando na barra de pesquisa, pressionando o botão do microfone, dizendo "Hey Cortana", ou pressionando o Windows Key+C no teclado. As pesquisas podem ser iniciadas pressionando também a barra de pesquisa ou pressionando o Windows Key+Q no teclado.
- Central de Ações: Introduzido no Windows 7, o Action Center (central de ações) deu notificações e dicas sobre como aumentar o desempenho e a segurança do computador. No Windows 10, a central de ações serve como um local para que todas as notificações residam, bem como a localização de configurações frequentemente usadas, como brilho de tela, conectividade sem fio, VPNs, Bluetooth, conexões de projetor e conexões de exibição sem fio. Substituindo o Charms do Windows 8, a Central de Ações do Windows 10 pode ser acessado pressionando o ícone de bolão de fala na barra de tarefas, pressionando o Windows Key+A no teclado ou, se estiver usando uma tela sensível ao toque, deslizando do canto direito para esquerda.

### Alterador de tarefas
O alternador de tarefas é um recurso presente desde o Windows 3.0 e em todas as versões subsequentes do Windows. Ele permite que um usuário passe por janelas de aplicativos existentes segurando a tecla Windows Key e tocando na tecla Tab. Começando pelo Windows 95, desde que a tecla Alt seja pressionada, uma lista de janelas ativas é exibida, permitindo que o usuário passe a parte da lista tocando na tecla Tab. Uma alternativa a esta forma de comutação é usar o mouse para clicar em uma parte visível de uma janela inativa. No entanto, Alt+Tab pode ser usado para trocar de uma janela de tela cheia. Isso é particularmente útil em jogos de vídeo que bloqueiam, restringem ou alteram interações do mouse para o propósito do jogo. Começando pelo Windows Vista, o Windows Desktop está incluído na lista e pode ser ativado desta forma.
O Windows 7 introduziu o Aero Flip (renomeado Windows Flip no Windows 8). Quando o usuário segura a tecla Alt o Aero Flip faz com que apenas o conteúdo da janela selecionada seja exibido. As janelas restantes são substituídas por folhas transparentes semelhantes a vidro que dão uma impressão de onde a janela inativa está localizada.
O Windows 8 introduziu aplicativos no estilo Metro, que não apareceram quando Alt+Tab for pressionado. (Eles têm que ser trocados com seu próprio switcher de tarefa dedicado, ativado através da combinação Windows Key+Tab) O Windows 8.1 estendeu Alt+Tab para gerenciar os aplicativos no estilo Metro também.
O Windows 10 tem um switcher de tarefas unificado chamado Task View (visão de tarefas), que gerencia não só janelas de aplicativos, mas também desktops virtuais.

### Aero flip 3D
Flip 3D é um switcher de tarefa suplementar. Foi introduzido com o Windows Vista e removido no Windows 8. Ele é invocado segurando a chave Window Key e tocando na tecla Tab. Enquanto a tecla permanecer pressionada, o Windows exibe todas as janelas de aplicativos, incluindo a Área de Trabalho, em uma visão isométrica, diagonalmente através da tela do canto superior esquerdo até o canto inferior direito. A janela ativa no momento de pressionar a tecla é colocada na frente das outras. Esta exibição é mantida enquanto a tecla é mantida pressionada. Shift+Tab para passar pelas janelas abertas, para que o usuário possa visualizá-las. Quando a tecla é liberada, a exibição Flip 3D é descartada e a janela selecionada entra na frente e em foco.

### Charms
O Windows 8 adicionou uma barra contendo um conjunto de cinco atalhos conhecidos como "charms", invocados movendo o cursor do mouse para os cantos superior ou inferior direito da tela, ou deslizando da borda direita de um touchpad ou tela sensível ao toque compatível. Este recurso foi mantido no 8.1
O Windows 10 removeu o charms e moveu os comandos associados a eles para o menu do sistema de cada aplicativo. Para usuários com telas sensíveis ao toque, deslizar da direita da tela para a esquerda agora mostra o Action Center (central ações).

### Menu iniciar
Começando com o Windows 95, todas as versões do Windows apresentam uma forma de menu Iniciar, geralmente com este mesmo nome. Dependendo da versão do Windows, o menu apresenta o seguinte:
- Lançamento de aplicativos: A função principal do menu é apresentar uma lista de atalhos para software instalado, permitindo que os usuários os iniciem. O Windows 8 e 10 utilizam tiles no menu iniciar, permitindo que o usuário exiba ícones de diferentes tamanhos e organize-os conforme o usuário escolher. Os aplicativos estilo metro da Microsoft Store podem utilizar live tiles, que são usadas para adicionar efeitos visuais e fornecer, por exemplo, notificações para um aplicativo específico, como notificações de e-mail para o Windows Mail.
- Invocação de pastas especiais: Até o Windows 8, o menu Iniciar era um meio de invocar pastas especiais como: Computador, Rede, Painel de Controle, etc. No Windows 8 e no Windows Server 2012, a única pasta especial que pode ser invocada a partir da tela Iniciar é a área de trabalho. O Windows 10 restaurou essa funcionalidade.
- Pesquisando: Começando com o Windows Vista, a busca por software, arquivos e pastas instalados tornou-se uma função do menu Iniciar. O Windows 10 encerrou essa tradição movendo a pesquisa para a barra de tarefas.
- Gerenciamento de estados de energia: Sair e desligar sempre foi uma função do menu Iniciar. No Windows 8, a função de desligamento foi movida para fora da tela Iniciar, apenas trazida de volta no Windows 8.1 Update (em abril de 2014) com uma resolução de tela suficientemente alta. Os estados de alimentação do computador também podem ser gerenciados pressionando Alt+F4, ou pressionando Ctrl+Alt+Del.

### Reprodução automática (AutoPlay)
Auto Play (reprodução automática) é um recurso introduzido no Windows XP que examina a mídia removível recém-inserida e exibe uma caixa de diálogo contendo opções relacionadas ao tipo e conteúdo dessa mídia. As possíveis opções são fornecidas por software instalado: não deve ser confundida com o recurso AutoRun relacionado, configurado por um arquivo na própria mídia, embora o AutoRun seja selecionável como uma opção de AutoPlay quando ambos estiverem habilitados.

## Relação com o file explorer
File Explorer (explorador de arquivos) é um componente do Windows que pode navegar pelo namespace do shell. Em outras palavras, ele pode navegar por discos, arquivos e pasta como um gerenciador de arquivos faria, mas também pode acessar painel de controle, objetos de rede dial-up e outros elementos introduzidos acima. Além disso, o executável, explorer.exe responsável pelo lançamento do File Explorer, também é responsável pelo lançamento da barra de tarefas, do menu Iniciar e parte da área de trabalho. No entanto, o alternador de tarefas, o charms ou o AutoPlay operam mesmo quando todas as instâncias do processo explorer.exe estão fechadas, e outros programas de computador ainda podem acessar o namespace do shell sem ele. Inicialmente chamado de Windows Explorer, seu nome foi alterado para File Explorer começando pelo Windows 8, embora o nome do programa permaneça explorer.exe

## História

### MS-DOS Executive
A primeira demonstração pública do Windows, em 1983, tinha um shell simplista chamado Session Control Layer, que servia como um menu constantemente visível na parte inferior da tela. Clicar em Executar exibiria uma lista de programas que se poderia iniciar, e clicar em Controle de Sessão exibiria uma lista de programas já em execução para que se pudesse alternar entre eles.
O Windows 1.0, lançado em novembro de 1985, introduziu o MS-DOS Executive, um gerenciador de arquivos simples que diferenciava entre arquivos e pastas com texto negrito. Faltava suporte para ícones, embora isso tornou o programa um pouco mais rápido do que o gerenciador de arquivos que veio com o Windows 3.0. Os programas podem ser lançados clicando duas vezes neles. Os arquivos podem ser filtrados para o tipo executável ou por seleção do usuário, e o modo de exibição pode ser alternado entre descrições completas e compactas. A coluna de data do arquivo não estava em conformidade com o Y2K.
O Windows 2.0 não fez nenhuma alteração significativa no MS-DOS Executive.

### Gerenciador de Programa (Program Manager)
Windows 3.0, introduzido em maio de 1990, enviado com um novo shell chamado Program Manager. Com base no trabalho da Microsoft com o OS/2 Desktop Manager, o Program Manager classificou os atalhos dos programas em grupos. Ao contrário do Desktop Manager, esses grupos foram alojados em uma única janela, a fim de mostrar a nova Interface de Múltiplos Documentos da Microsoft.
O Program Manager no Windows 3.1 introduziu títulos de ícones encaixotados, juntamente com o novo grupo Startup, que o Program Manager verificaria no lançamento e iniciava quaisquer programas contidos. O Program Manager também foi portado para o Windows NT 3.1, e foi retido através do Windows NT 3.51.

### Menu Iniciar
O Windows 95 introduziu um novo shell. A área de trabalho tornou-se uma área interativa que poderia conter arquivos (incluindo atalhos de arquivo), pastas e pastas especiais como Meu computador, Minha rede e Lixeira. O Windows Explorer, que substituiu o File Manager, abriu pastas ordinárias e especiais. Foi introduzida a barra de tarefas, que manteve botões representando janelas abertas, um relógio digital, uma área de notificações para processos em segundo plano e suas notificações, e o botão Iniciar, que invoca o menu Iniciar. O menu Iniciar continha links para configurações, arquivos usados recentemente e, como seu predecessor Program Manager, atalhos e grupos de programas.
O Program Manager também está incluído no Windows 95 para retrocompatibilidade, caso o usuário não gostasse da nova interface. Isso está incluído em todas as versões do Windows até o Windows XP Service Pack 1. No SP2 e SP3, PROGMAN.EXE é apenas um ícone de biblioteca, e foi completamente removido no Windows Vista em 2006.
O novo shell também foi portado para o Windows NT, inicialmente lançado como a atualização NewShell para windows NT 3.51 e, em seguida, totalmente integrado ao Windows NT 4.0.

### Windows Desktop Update
No início de 1996, a Netscape anunciou que a próxima versão de seu navegador, codinome "Constellation", se integraria completamente ao Windows e adicionaria um novo shell, codinome "HomePort", que apresentaria os mesmos arquivos e atalhos, não importa em qual máquina um usuário se conectasse. A Microsoft começou a trabalhar em uma versão semelhante do Internet Explorer, codinome "Nashville". O Internet Explorer 4 foi redesenhado e resultou em dois produtos: o IE4 autônomo e o Windows Desktop Update, que atualizou o shell com recursos como Active Desktop, Active Channel, Pastas da Web, barras de ferramentas de desktop, como as barras de lançamento rápido, a capacidade de minimizar as janelas clicando no botão delas na barra de tarefas, personalização de pastas baseadas em HTML, lançamento de clique único, miniaturas de imagem, dicas de informações de pastas, visualização da Web em pastas, botões de voltar e avançar na navegação, botões maiores da barra de ferramentas com rótulos de texto, favoritos, atributos de arquivo na exibição de detalhes e uma barra de endereços no Windows Explorer, entre outros recursos. Ele também introduziu a pasta shell Meus Documentos.
Os futuros lançamentos do Windows, como o Windows 95C (OSR 2.5) e o Windows 98, incluíram o Internet Explorer 4 e os recursos do Windows Desktop Update já incorporada. Melhorias foram feitas no Windows 2000 e no Windows ME, como menus personalizados, capacidade de arrastar e classificar itens do menu, classificar por nome função em menus, pastas especiais do menu iniciar em cascata, barras de ferramentas personalizável para o Explorer, preenchimento automático na barra de endereços do Windows Explorer e caixa de execução, exibindo comentários em atalhos de arquivo como dicas de ferramentas, recursos avançados de associação de tipos de arquivo, colunas extensíveis na exibição de detalhes (IColumnProvider Interface), sobreposições de ícones, barras de colocação em diálogos comuns, ícones da área de notificação high-color e um painel de pesquisa no Explorer.

### Menu iniciar e barra de tarefas
O Windows XP introduziu um novo Menu Iniciar, com atalhos para locais da shell à direita e uma lista dos aplicativos mais usados à esquerda. Ele também agrupava botões da barra de tarefas do mesmo programa se a barra de tarefas ficou muito lotada e ocultava ícones de notificação se eles não tivessem sido usados por um tempo. Pela primeira vez, o Windows XP escondeu a maioria das pastas shell da área de trabalho por padrão, deixando apenas a Lixeira (embora o usuário pudesse recuperá-las se desejassem). O Windows XP também introduziu vários outros aprimoramentos da shell.
Nos primeiros dias do projeto Longhorn (windows vista), uma barra lateral experimental, com plugins semelhantes aos plugins da barra de tarefas e um histórico de notificações foi incorporado na shell. No entanto, quando Longhorn foi redefinido, a barra lateral integrada foi descartada em favor de um arquivo executável separado, sidebar.exe, que forneceu gadgets habilitados para web, substituindo assim o Active Desktop.
O Windows Vista introduziu um menu Iniciar pesquisável e visualizações em tempo real na barra de tarefas do shell do Windows. Ele também introduziu um alternador de aplicação Alt+Tab redesenhado que incluía visualizações em tempo real da janela, e Flip 3D, um alternador de aplicativo que girava através de janelas de aplicativos de uma forma semelhante a um Rolodex quando o usuário pressionava a combinação de teclas Win+Tab. O Windows 7 adicionou atalhos 'fixados' e 'jump lists' na barra de tarefas e agrupava automaticamente janelas do programa em um ícone (embora isso pudesse ser desativado).
O Windows Server 2008 introduziu a possibilidade de ter uma instalação do Windows sem o shell, o que resulta em menos processos carregados e executados.
O Windows 8 removeu o Flip 3D para reutilizar o Win+Tab para exibir uma barra lateral de alternar entre aplicativos contendo visualizações dinâmicas de aplicativos ativos da Windows Store para usuários sem telas sensíveis ao toque.
O Windows 10 adicionou a possibilidade de ter mais de um desktop virtual, para agrupar janelas de programas ativos, é possível navegar por esses desktops usando setas Ctrl+Win+Esquerda ou Direita, ou clicando em um ícone na barra de tarefas, e criá-los com Ctrl+Win+D. O Windows 10 também adicionou a cortana ao menu Iniciar, para fornecer interação com o shell através de comandos vocais.

## Substituição do shell
O Windows suporta a capacidade de substituir o shell do Windows por outro programa. Existem vários shells de terceiros que podem ser usados no lugar do shell padrão do Windows.